# Wiggler

matriz Halbach

Se conoce como wiggler —oscilador en inglés—  a un dispositivo magnético utilizado en sincrotrones. Consta de una hilera de imanes con los polos dispuestos alternadamente (matriz Halbach), que generan un campo magnético oscilatorio periódico. Cuando un haz de partículas con carga eléctrica (generalmente electrones) atraviesan el campo magnético siguen una trayectoria oscilante, emitiendo durante este proceso radiación electromagética sincrotrón de muy alta intensidad gracias a la contribución de todos los dipolos magnéticos. A diferencia de los onduladores el espectro de emisión es bastante continuo, muy parecido al de un imán de flexión pero se extiende a energías más altas.